# A Way Out
A Way Out est un jeu vidéo d'action-aventure en coopération développé par Hazelight Studios et édité par Electronic Arts sur PlayStation 4, Xbox One et PC, sorti le 23 mars 2018 en téléchargement sur PlayStation 4, Xbox One et Windows,,.
Le titre est officiellement présenté le 10 juin 2017 au cours de l'E3 ; il s'agit du premier jeu du studio de développement.

## Trame
Leo Caruso et Vincent Moretti sont deux prisonniers qui doivent apprendre à se connaître et à travailler ensemble pour pouvoir s'évader de leur lieu de détention et mener à bien leur cavale pour vivre une amitié unique.

## Système de jeu
A Way Out est un jeu d'action-aventure en coopération à deux joueurs uniquement (local ou en ligne,), il est en effet impossible de jouer seul.

## Développement
Le 5 décembre 2014, à la suite de la création du studio suédois Hazelight Studios par l'équipe de développement de Brothers: A Tale of Two Sons, Josef Fares, créateur de ce dernier, dévoile un teaser de leur nouveau projet présentant deux hommes voyageant à bord d'un train de marchandises, de nuit.
A Way Out est annoncé officiellement lors de la conférence d'Electronic Arts pour l'E3, le 10 juin 2017, par le biais de Josef Fares et d'une première bande-annonce.

## Doublage
- Fares Fares : Leo Caruso
- Eric Krogh : Vincent Moretti
- Andrea Deck : Linda
- Jessica Calmhede : Carol
- Julia Ragnarsson : Emily

## Accueil
Le jeu a reçu des avis globalement positifs de la part de la presse spécialisée malgré quelques avis négatifs.
À date de mars 2025, le jeu s'est écoulé à 11 millions d'exemplaires.